# Miyuki Tai
Miyuki Tai (jap. 田井 美幸, Tai Miyuki; * 24. März 1980 in der Präfektur Ishikawa) ist eine japanische Badmintonspielerin. 

## Karriere
Miyuki Tai gewann 2003 die US Open, French Open, die Carebaco-Meisterschaft, die Giraldilla International, die Guatemala International und die Croatian International. 2004 siegte sie bei den Peru International ebenso wie 2005. Im letztgenannten Jahr war sie auch bei den Miami PanAm International und den Swedish International Stockholm erfolgreich.

## Sportliche Erfolge
| Saison | Veranstaltung                   | Disziplin   | Platz | Name                         |
| ------ | ------------------------------- | ----------- | ----- | ---------------------------- |
| 2003   | Ballarat International          | Damendoppel | 1     | Yoshiko Iwata / Miyuki Tai   |
| 2003   | Giraldilla International        | Mixed       | 1     | Takanori Aoki / Miyuki Tai   |
| 2003   | Giraldilla International        | Damendoppel | 1     | Yoshiko Iwata / Miyuki Tai   |
| 2003   | US Open                         | Damendoppel | 1     | Yoshiko Iwata / Miyuki Tai   |
| 2003   | Croatian International          | Damendoppel | 1     | Miyuki Tai / Yoshiko Iwata   |
| 2003   | Carebaco-Meisterschaft          | Damendoppel | 1     | Yoshiko Iwata / Miyuki Tai   |
| 2003   | French Open                     | Damendoppel | 1     | Yoshiko Iwata / Miyuki Tai   |
| 2003   | Guatemala International         | Damendoppel | 1     | Yoshiko Iwata / Miyuki Tai   |
| 2004   | Peru International              | Damendoppel | 1     | Yoshiko Iwata / Miyuki Tai   |
| 2005   | Weltmeisterschaft               | Mixed       | 17    | Hiroshi Shimizu / Miyuki Tai |
| 2005   | Miami PanAm International       | Damendoppel | 1     | Miyuki Tai / Noriko Okuma    |
| 2005   | Peru International              | Damendoppel | 1     | Noriko Okuma / Miyuki Tai    |
| 2005   | Swedish International Stockholm | Damendoppel | 1     | Miyuki Tai / Noriko Okuma    |
| 2006   | Indonesia International         | Damendoppel | 1     | Miyuki Tai / Noriko Okuma    |